# Adem Ljajić
Adem Ljajić (Novi Pazar, 29 de septiembre de 1991) es un futbolista serbio. Juega de centrocampista y su club es el F. K. Sarajevo de la Liga Premier de Bosnia y Herzegovina.

## Partizán
Nació en 1991 en Novi Pazar, Serbia, entonces Yugoslavia, y se unió al Partizán en 2005 cuando tenía 14 años. Debutó con el club en el partido de ida de la segunda ronda de clasificación para la UEFA Champions League, el 29 de julio de 2008, entrando al partido como sustituto en la segunda mitad. El 23 de noviembre de 2008 marcó su primer gol con el equipo en un partido de liga contra el OFK Belgrado.

## Su presunto fichaje con el Manchester United
En octubre de 2008, el Manchester United tuvo a Ljajić a prueba, aunque no trascendió información sobre su duración inicialmente desde Inglaterra. Al día siguiente de viajar a Mánchester, el secretario general del Partizán Darko Grubor confirmó que "No es cierto que Ljajić haya ido a Inglaterra sin permiso. Hemos estado en contacto con el Manchester United desde hace algún tiempo y Ljajić estaba con el equipo internacional en el Reino Unido, participando en la fase de clasificación del Campeonato de Europa Sub-19, por lo que en este momento tenía a mano someterse a la prueba ahora. " 
El 2 de enero de 2009, el Manchester United anunció el fichaje de dos jugadores, Ljajić y su compañero de equipo en el Partizán Zoran Tošić. Tošić se unirá al club inmediatamente, mientras que Ljajić se mantendría en el Partizán para el resto de 2009, incorporándose en enero de 2010. A pesar de no unirse oficialmente al club hasta enero de 2010, Ljajić hizo viajes regulares a lo largo de 2009 a Mánchester para entrenar con el primer equipo del United, permitiendo así que los entrenadores del club pudieran supervisar su progreso. Sin embargo, a pesar del acuerdo pactado entre los dos clubes para su traspaso, desde el United decidieron ejercer la opción de no firmar a Ljajić debido oficialmente a cuestiones relacionadas con la obtención de su permiso de trabajo en el Reino Unido. Tras el fracaso de la transferencia, el gerente del Partizán Goran Stevanovic comunicó que Ljajić estaba en estado de "shock psicológico", pero que el jugador estaba "manejando la situación". El futbolista del Partizán Ivan Tomić declaró: "Creo que se arrepentirán de esta decisión en el futuro."

## Aventura italiana e incidente con Delio Rossi
El 13 de enero de 2010 Adem Ljajić es traspasado del Partizán de Belgrado a la Fiorentina italiana por 6´5 millones de euros. Tras militar durante dos temporadas y media en la Fiorentina, el jugador es traspasado a la A.S. Roma el 28 de agosto de 2013. Dos años después, el 31 de agosto de 2015, Ljajić se marcha cedido al F.C. Internazionale de Milán, donde completa sus hasta el momento mejores números como futbolista en Italia, disputando 25 partidos en la Serie A anotando 3 goles. 
En mayo de 2012, militando en la Fiorentina, Ljajić protagonizó uno de los momentos de la temporada cuando Delio Rossi lo sustituyó durante un partido contra el Novara y Ljajić respondió comparando a su entrenador con su hijo con discapacidad, por lo que este, Delio Rossi, trató de agredirle. Por su reacción, Delio Rossi fue despedido por su club y sancionado durante tres meses por la Liga italiana.

## Expulsión y regreso de la selección de Serbia
En mayo de 2012, Siniša Mihajlović, seleccionador de Serbia, lo expulsó de los preparativos de la selección al jugador por no cantar el himno serbio antes del partido amistoso que les enfrentaba a España. Ljajić violó un código de conducta, propuesto por Mihajlovic a su llegada al cargo de seleccionador, y que los jugadores aceptaron con su firma. El jugador adujo que no cantaba el himno por motivos personales y que no habría un cambio al respecto. Luego regresó a su selección durante la fase de clasificación para la Eurocopa 2016 donde marcó un gol en la victoria por 2-0 sobre Albania en Elbasan.  

## Clubes
| Club                    | País                 | Año       |
| ----------------------- | -------------------- | --------- |
| Partizán de Belgrado    | Serbia               | 2008-2010 |
| ACF Fiorentina          | Italia               | 2010-2013 |
| A. S. Roma              | Italia               | 2013-2016 |
| Inter de Milán (cedido) | Italia               | 2015-2016 |
| Torino F. C.            | Italia               | 2016-2019 |
| Beşiktaş J. K. (cedido) | Turquía              | 2018-2019 |
| Beşiktaş J. K.          | Turquía              | 2019-2022 |
| Fatih Karagümrük S. K.  | Turquía              | 2023      |
| F. K. Novi Pazar        | Serbia               | 2023-2025 |
| F. K. Sarajevo          | Bosnia y Herzegovina | 2025-     |

## Palmarés

### Títulos nacionales
| Título               | Club                 | País    | Año  |
| -------------------- | -------------------- | ------- | ---- |
| Superliga de Serbia  | Partizán de Belgrado | Serbia  | 2009 |
| Copa de Serbia       | Partizán de Belgrado | Serbia  | 2009 |
| Superliga de Turquía | Beşiktaş J. K.       | Turquía | 2021 |
| Copa de Turquía      | Beşiktaş J. K.       | Turquía | 2021 |